# 三宝寺 (京都市)
三宝寺（さんぽうじ）は、京都府京都市右京区鳴滝松本町にある日蓮宗の寺院。寺号の金映山妙護国院三寳寺は後水尾天皇より賜ったと伝わる。境内には宝暦年間（1751年 - 1764年）に移植された名桜・御車返しの桜がある。旧本山は大本山本圀寺（六条門流）、親師法縁。

## 歴史
寛永5年（1628年）、後水尾天皇の内旨を受けて右大臣・今出川経季と中納言・冷泉為尚の開基で中正院日護を開山に創建された。昭和4年（1929年）、昭和天皇即位式の建物を下賜され本堂とした。

## 旧末寺
日蓮宗は昭和16年（1941年）に本末を解体したため、現在では、旧本山、旧末寺と呼び慣らわしている。
- 壽福山十如寺（京都市上京区下竪町）

## 宗徧流茶道との関係
宗徧流茶道の祖・山田宗徧（1627年 - 1708年、赤穂浪士の大高忠雄に吉良邸の茶会の日を教えたことでも知られる）は、凉池院（東谷の塔頭）の茶室四方庵で茶道の修行をしたという。現在、四方庵の旧跡には宗徧流十世家元により碑が建てられている。

## ギャラリー

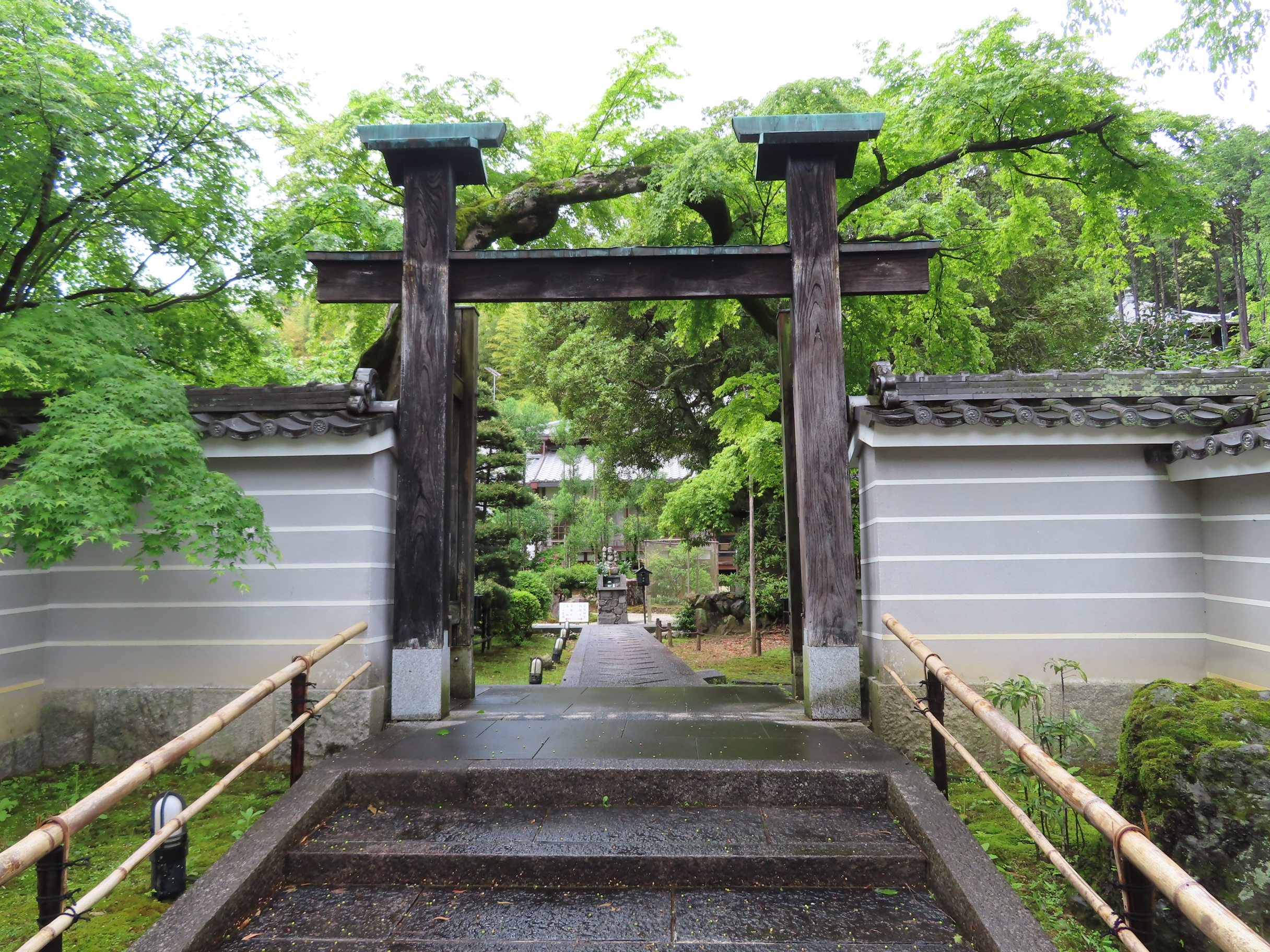
山門
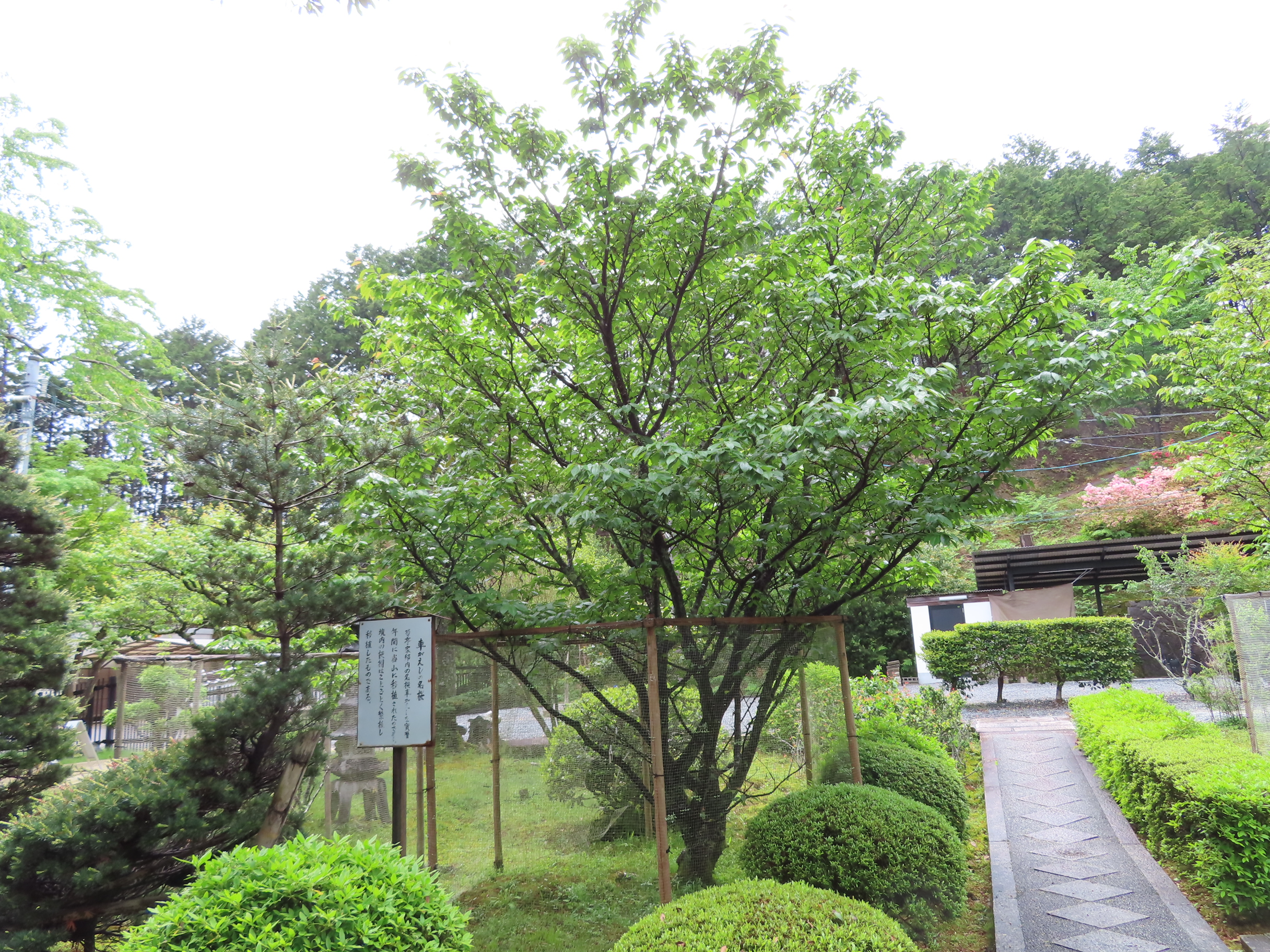
御車返しの桜
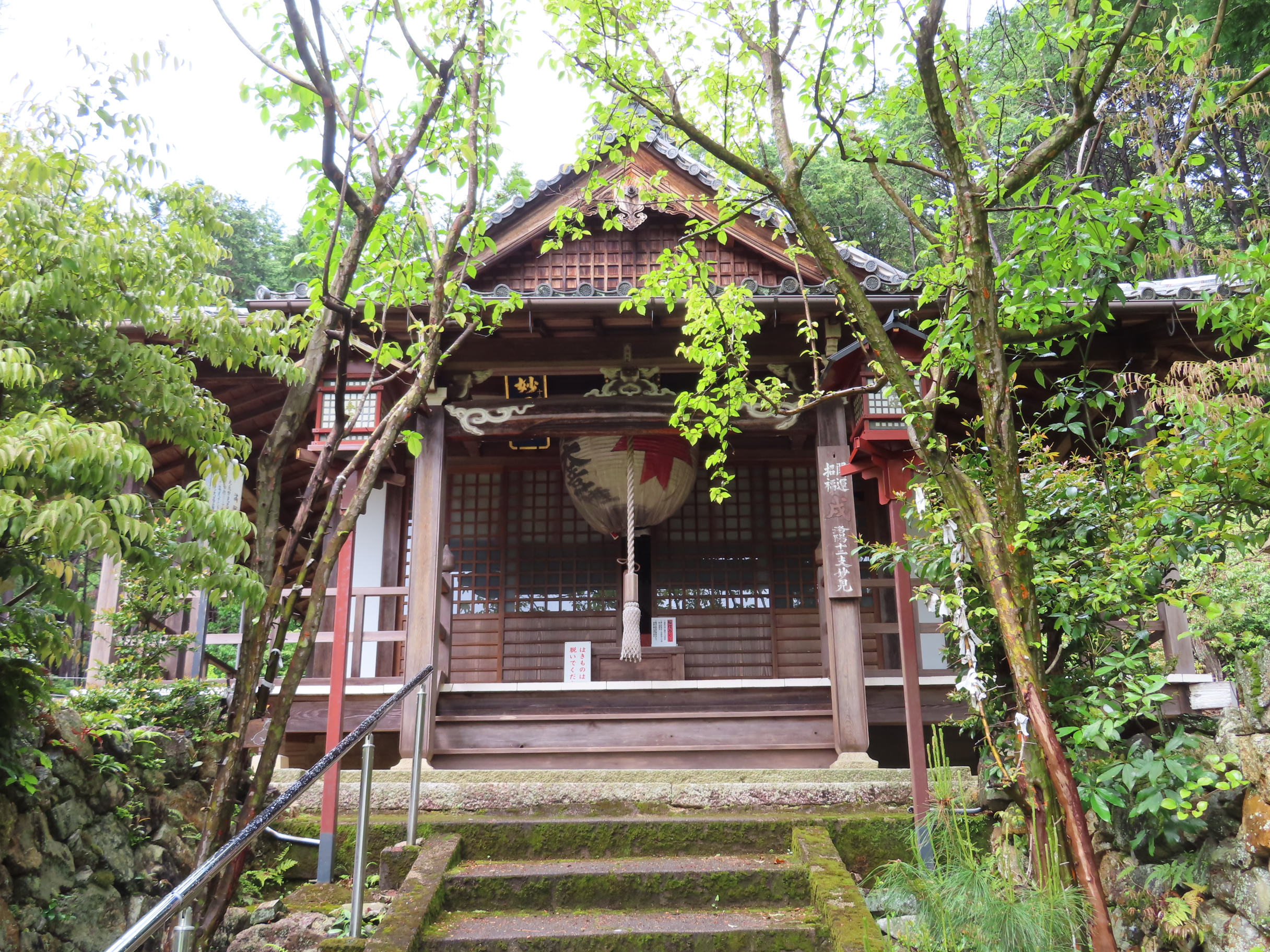
妙見堂
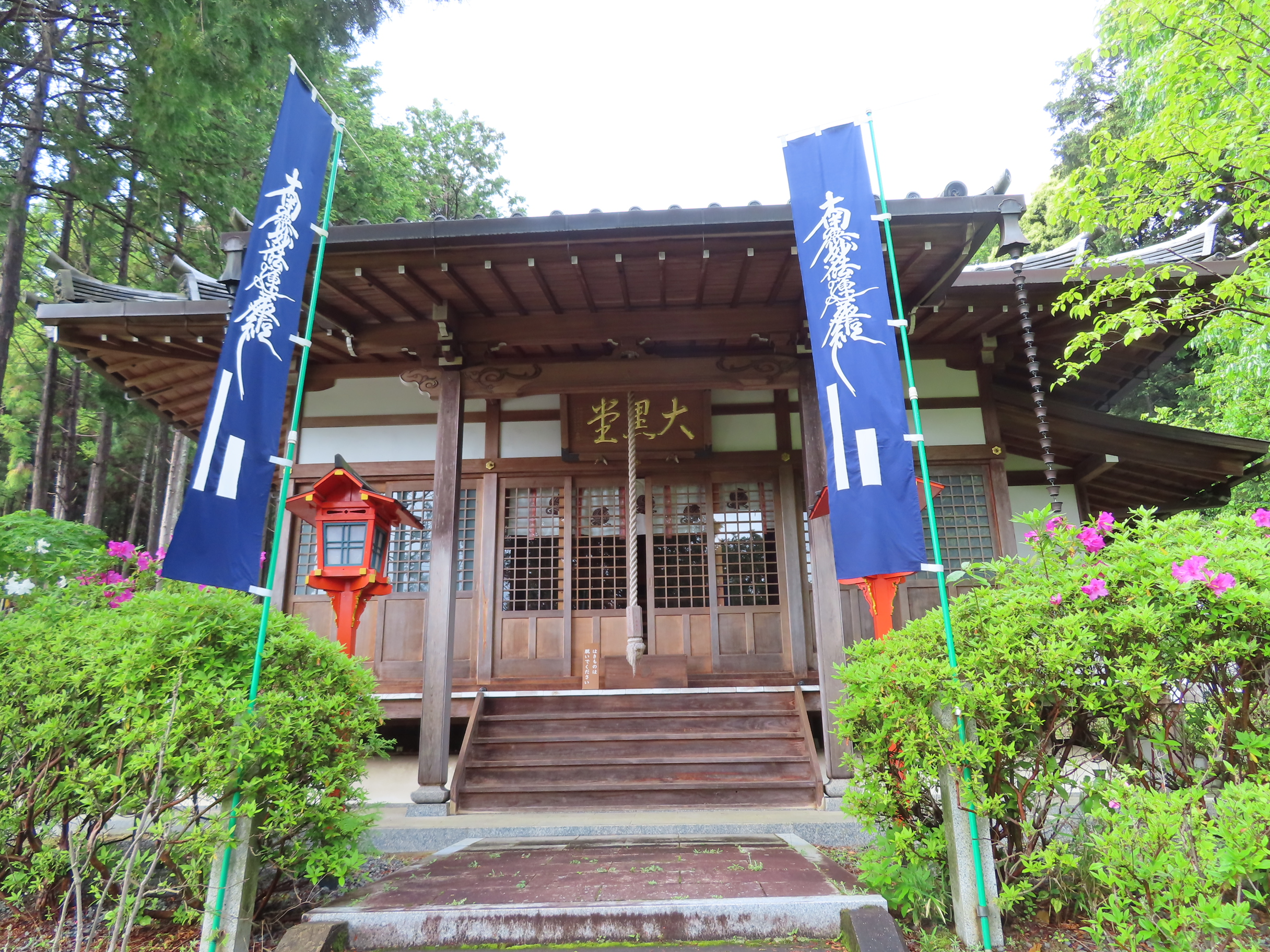
大黒堂
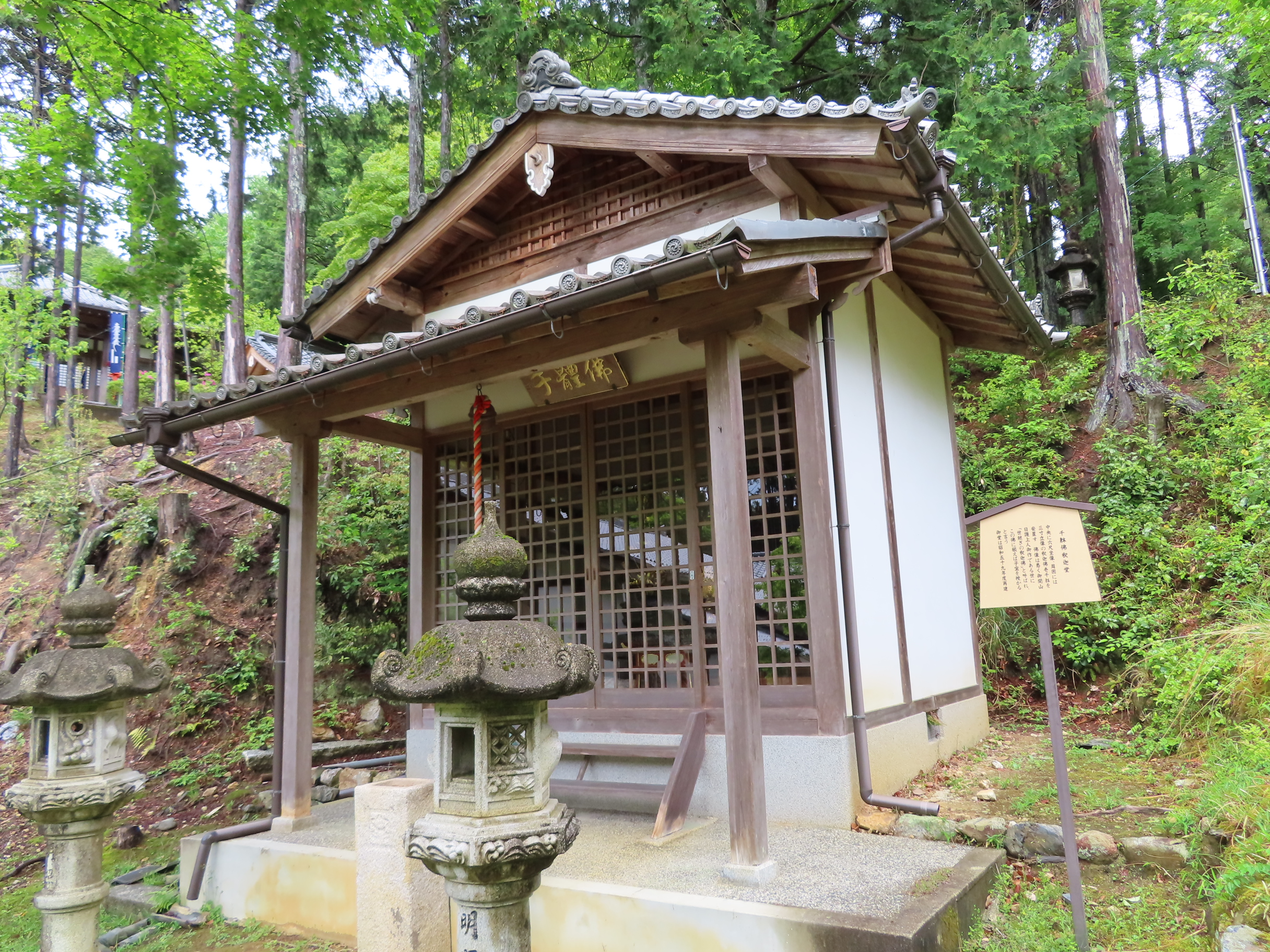
千体佛堂
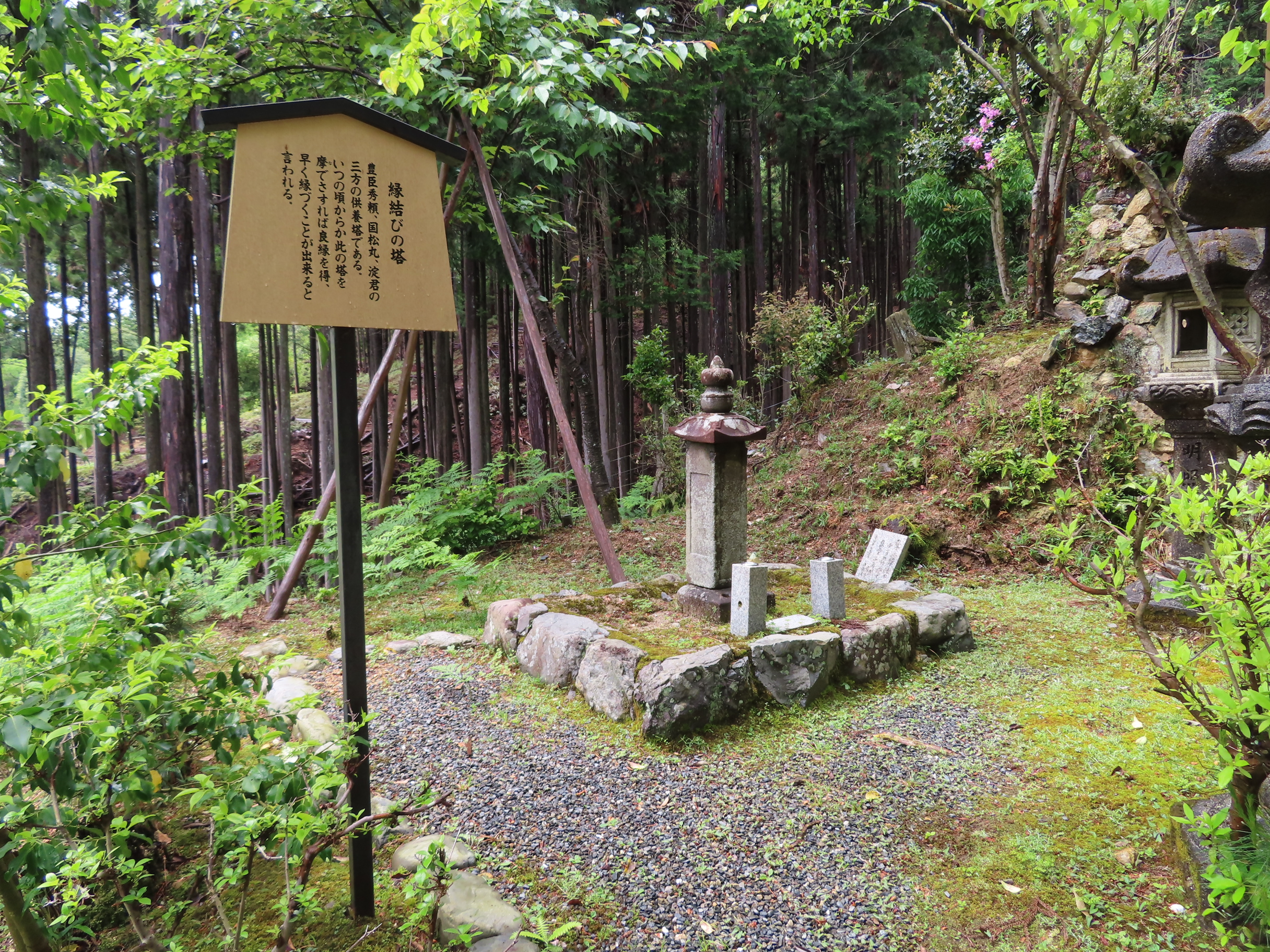
縁結びの塔
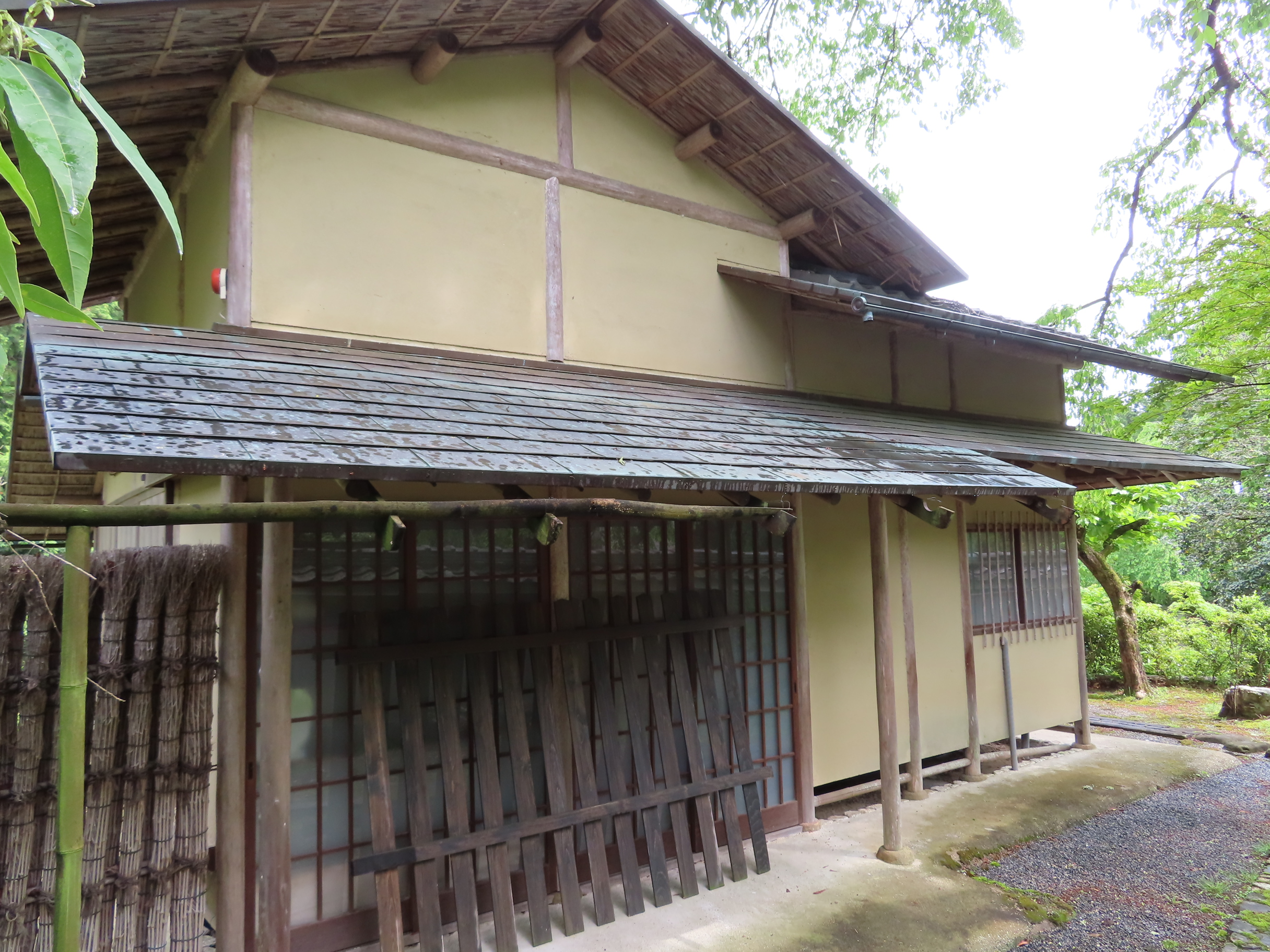
松宝庵

## アクセス
- 京都市営バス・西日本ジェイアールバス三宝寺バス停より徒歩5分
- 嵐電北野線宇多野駅より徒歩20分

## 参考資料
- 日蓮宗寺院大鑑編集委員会『宗祖第七百遠忌記念出版 日蓮宗寺院大鑑』大本山池上本門寺 (1981年)
- 毎日新聞 2016年12月5日（地方版にのみ掲載）